# Alfred von Rosenberg (Kammerherr)
Freiherr Alfred von Rosenberg (* 9. März 1834 in Klötzen bei Marienwerder, Westpreußen; † 23. August 1906 in Hannover) war ein preußischer Offizier und Hofbeamter.

## Leben
Alfred von Rosenberg wurde geboren als Sohn des Generallandschaftsdirektors Anton  Freiherr von Rosenberg und der Laura geb. von Gentzkow. Nach dem Besuch des Gymnasiums in Marienwerder und Gütersloh studierte er an der Alma Mater Lipsiensis, der Schlesischen Friedrich-Wilhelms-Universität Breslau, der Rheinischen Friedrich-Wilhelms-Universität Bonn und der Friedrich-Wilhelms-Universität Berlin Rechts- und Kameralwissenschaften. 1854 wurde er Mitglied des Corps Marchia Breslau. 1855 schloss er sich dem Corps Borussia Bonn an.
Von Rosenberg war Hofmeister, Königlicher Kammerherr und Schatzmeister der hannoverschen Genossenschaft des Johanniterordens. Er war Major z.D. Am Deutsch-Dänischen Krieg nahm er als Ordonnanzoffizier beim Oberkommando teil, am Deutschen Krieg als Regiments-Adjutant des westfälischen Kürassier-Regiments Nr. 4 und am Deutsch-Französischen Krieg als Adjutant bei der 3. Kavallerie-Division und dem Generalkommando des X. Armee-Korps. Er war verheiratet mit Helene Freiin von Bredow-Wagenitz.